# Засоби підривання
Засоби підривання (рос. средства взрывания, англ. explosive means, нім. Sprengmittel n) — засоби, за допомогою яких передається початковий імпульс заряду до ВР і збуджується її вибух (детонація). До В.з відносять капсулі-детонатори, електродетонатори, детонуючий шнур, систему висадження «Нонель», вогнепровідний шнур, засоби для займання вогнепровідного шнура, електрозапалювачі, піротехнічні уповільнювачі (детонаційні реле) тощо.